# ورزشگاه ملی باربادوس
ورزشگاه ملی باربادوس (به لاتین: Barbados National Stadium) یک ورزشگاه فوتبال در باربادوس است که در سنت مایکل، باربادوس واقع شده‌است.